# Hrvatski informativni centar
Hrvatski informativni centar (HIC) započeo je s radom ratne 1991. godine kao tvrtka koja od osnutka djeluje kao nevladina, nestranačka i neprofitna organizacija, sa zadatkom informiranja strane javnosti i hrvatskog iseljeništva o zbivanjima u RH i BiH.

## Povijest
HIC već u kolovozu 1991. godine osniva prve press centre (Foreign Press Bureau) u Zagrebu, Splitu, Zadru, Vinkovcima, Osijeku, Slavonskom Brodu i diljem BiH, u kojima strani novinari dolaze do potrebnih informacija o stanju na ratištu, te dogovaraju usluge prevođenja, pratnje na terenu i slično.
Istovremeno su pokrenuli i njihovu izdavačku djelatnost, u ono vrijeme poglavito na temu rata. Dosad je izdano 150-ak knjiga, brošura, plakata i video kazeta o povijesti Hrvatske i ratnim stradanjima, i to na engleskom, hrvatskom, njemačkom, španjolskom, francuskom i talijanskom jeziku.

## Odnos prema Hrvatima izvan domovine
Od samog početka ostvarena je intenzivna suradnja s hrvatskim iseljeništvom koje je na osnovu njihovih informacija s terena i pisanih, audio i video materijala u svojim domicilnim zemljama lobiralo za interese Republike Hrvatske. HIC -ova izdanja našla su se na stolovima američkih kongresmena i senatora, te najviših vladinih dužnosnika i nevladinih institucija diljem svijeta, kao i na policama svjetskih biblioteka i na deskovima urednika renomiranih svjetskih listova.

## HICTV i www.hic.hr
Krajem 1993. godine pokrenut je HICTV, satelitski TV program za Sjevernu Ameriku koji danas dnevno emitira 2 puta po tri sata televizijskog programa sa sadržajima iz Hrvatske i BiH, te 24 sata radijskog programa (u suradnji s Narodnim radijem). Satelitski program u Sjevernoj Americi prate brojna domaćinstva, hrvatske udruge, klubovi, katoličke župe.
Već 1994. godine Hrvatski informativni centar pokreće svoju stranicu na internetu danas prepoznatljivu kao HIC - portal www.hic.hr. Portal je trojezičan (hrvatski, engleski, španjolski). Stranice se svakodnevno ažuriraju, a vijesti koje se postavljaju na stranice šalju se i direktno putem trojezičnih mailing lista (do 5000 domaćih i inozemnih elektroničkih adresa). Portal se ubraja među značajnije informativne hrvatske portale s visokom posjetom iz zemlje i svijeta. 
Do 2003. godine Hrvatski informativni centar izdavao je iseljenički podlistak "Dom i svijet" koji je izlazio u inozemnom izdanju Večernjeg lista. Prestankom izlaska tiskovnog izdanja "Dom i svijet" je još godinu dana, točnije do 16. veljače 2004. godine, izlazio u elektroničkom izdanju. Njegova elektonička izdanja mogu se vidjeti na adresi www.hic.hr/dom/. Hrvatski informativni centar u suradnji s Hrvatskim radijom uređivao je i vodio program kratkog vala namijenjen Hrvatima u iseljeništvu. Kratki val je pokrivao područje Europe, Sjeverne Amerike, Australije i Novog Zelanda. Prestao je s radom 2001. godine.

## Financiranje i korisnici
Hrvatski informativni centar financira se prodajom svojih izdanja, te prodajom reklamnog vremena i oglasnog prostora u svojim medijima.
Korisnici usluga HIC-a su domaći i strani novinari, hrvatske institucije u svijetu, hrvatski iseljenici, školske, vjerske, karitativne i humanitarne organizacije, te razne međunarodne organizacije i institucije. 